# Steven Seagal
Steven Frederic Seagal (født 10. april 1952) er en amerikansk skuespiller, filmproducer, kampsportsartist, forfatter, vicesherif og musiker, der især er kendt som skuespiller i actionfilm. Seagal trænede aikido, karate, judo og kendo i Japan i sit voksenliv, og han har sort bælte 7. dan inden for aikido. Han var den første udlænding, der drev en dojo i aikido.
Han flyttede til Los Angeles, og hans første film, Nico, havde premiere i 1988. Ud over at han spillede hovedrollen, havde Seagal også været med til at finde på filmens historie og han var medproducer på den. Allerede få år senere havde han medvirket i flere populære film og hans succes blev ikke mindre efter hovedrollen i Kapring på åbent hav fra 1992. Efter dette gik hans karriere ned ad bakke og de følgende film solgte slet ikke de billetter, der var forventet. Snart gik han over til at lave film, der udkom direkte på dvd; der var ofte tale om film indspillet på små budgetter i Asien eller Europa. I perioden 1998-2009 indspillede han 22 film af den type. I 2009 indspillede han endelig igen en større produktion, da han havde en af de store roller i Machete, der havde premiere i 2010. I 2011 er han i gang med at indspille tredje sæson af reality-showet Steven Seagal: Lawman, der viser Seagal i hans funktion som vicesherif.
Ved siden af skuespillerkarrieren spiller Seagal også guitar og har indspillet to album samt lavet sange til flere af sine film. Han har oprettet firmaet Steven Seagal Enterprises, der blandt andet markedsfører læskedrikke.[kilde mangler] Han er også kendt som miljøforkæmper, dyreretsaktivist og for sin støtte til Dalai Lama og den tibetanske uafhængighedsbevægelse.[kilde mangler]

## Opvækst og kampsport
Steven Seagal kom til verden i Lansing, Michigan, i en familie, hvor moderen var medicinaltekniker og faderen matematiklærer. Familien flyttede til Californien, da Steven var fem år, og han gik i skole her.
Seagal rejste til Japan i en alder af 17 år, hvor han lærte japansk, studerede Zen og kampsport, fik dan-grad i aikido, karate, judo og kendo. Undervejs blev han gift med datteren af en aikido-instruktør, og da denne trak sig tilbage, overtog Seagal hans plads som leder af organisationen Tenshin Aikido.[kilde mangler] På et tidspunkt forlod han sin dojo og sin kone, der fortsatte som leder af dojoen, og han rejste sammen med en af sine amerikanske elever til Taos, New Mexico, for at oprette en dojo der. Seagal brugte dog meget af tiden på andre projekter og vendte også tilbage til Japan igen. Da han igen kom til USA, havde han en japansk elev, Haruo Matsuoka med, og sammen åbnede de en ny dojo, denne gang i Burbank, Californien; dojoen rykkede senere til West Hollywood. Han overlod på et tidspunkt ledelsen af dojoen til Haruo Matsuoka og har senere kun haft enkelte private elever.[kilde mangler]
Han fik kontakt med Hollywood ved at være konsulent i kampsport til Dræbende sværd fra 1982 samt de to James Bond-film Never Say Never Again og A View to a Kill.[kilde mangler]
Desuden var han træner for MMA-stjernen Anderson Silva, da denne vandt et par store kampe, og Silva krediterede Seagal for den ene af disse sejre.[kilde mangler]

## Filmkarriere
Steven Seagal begyndte at indspille sin første film, Nico, i 1987. Filmen blev en succes, og han indspillede snart yderligere tre film, Uden nåde, Dømt til døden og Out for Justice, der alle ligeledes fik god succes og etablerede Seagal som en action-helt. Med rollen som Casey Ryback i Kapring på åbent hav cementerede han sin position, og filmen blev den mest sælgende af Seagals film. 
Sin næste film, På farlig grund, instruerede Seagal selv samtidig med, at han spillede hovedrollen. Den markerede et brud med hans tidligere image, idet den havde fokus på miljøspørgsmål og spirituelle emner. Skønt filmen også havde stjerner som Michael Caine og Billy Bob Thornton på rollelisten, blev den en salgsmæssig fiasko, og Seagal forsøgte derpå med en fortsættelse til Kapring på åbent hav, Kapring i høj fart samt et politidrama, The Glimmer Man, men disse og hans følgende film blev slet ikke så populære, som det var forventet. 
Efterhånden gik man over til at udsende Seagals film direkte til dvd-markedet. Ofte blev filmene finansieret af Seagal selv, og mange af dem blev indspillet på og ved hans gård i Montana. Han vendte tilbage til det store marked i 2001 med indspilningen af Skudhuller, der blev en pæn succes. Det lykkedes ham ikke at følge op på succesen, og han vendte snart tilbage til at lave dvd-film. Alle film fra 2001-2009 var den type film, der skønt nogle af dem gik i biograferne andre steder i verden, i USA kun blev udgivet på dvd. 
Filmen Machete fra 2010 markerede et nyt forsøg fra ham på at få succes på det store lærred. Han spiller her overskurken, mens andre roller spilles af Robert De Niro, Don Johnson, Jessica Alba og Lindsay Lohan, og filmen blev den ønskede succes med en indtjening på over $44 millioner.

## Musikkarriere
Ved siden af sit skuespil og aikidoen spiller Steven Seagal også guitar, og han har lavet sange, der har været spillet i flere af hans film. I 2005 udsendte han sit første album, Songs from the Crystal Cave, der indeholder en blanding af pop, rock, blues og countrymusik. På albummet synger han duet med blandt andet Tony Rebel, Lady Saw og Stevie Wonder. I hans film Into the Sun er der flere sange fra albummet. 
Han udsendte Mojo Priest året efter og tog derpå på turné i USA og Europa for at promovere albummet.

## Lovhåndhæver
Seagal er for tiden reserve vicesherif i et distrikt i udkanten af New Orleans. Han har en ejendom i dette område, og han tilbringer flere måneder hvert år her. Han tog en politiuddannelse i Californien omkring 1990 og har et certifikat, der gør det muligt for ham at arbejde som politimand.[kilde mangler] Hans stilling i New Orleans er dog primært af ceremoniel karakter. 
I 2008 blev det offentliggjort, at man begyndte at indspille en reality-serie med Seagal som hovedperson i sin egenskab af vicesherif. Serien med titlen Steven Seagal: Lawman viser hans arbejde, og Seagal har udtalt, at han finder det vigtigt at vise landet, hvordan New Orleans og omegn finder tilbage til normale tilstande efter orkanen Katrina, og hvordan politiet gør et stort arbejde i den anledning.
Serien blev indledningsvis en stor succes, men da man skulle i gang med anden sæson, nedlagde politimyndigheden forbud mod det, da der var fremkommet en anklage mod Seagal for sexhandel. Da denne anklage blev frafaldet, blev anden og tredje sæson udsendt.

## Filmografi
| År   | Titel                 | Rolle                        |
| ---- | --------------------- | ---------------------------- |
| 1988 | Nico                  | Nico Toscani                 |
| 1990 | Uden nåde             | Mason Storm                  |
| 1990 | Dømt til døden        | John Hatcher                 |
| 1991 | Out for Justice       | Kriminalbetjent Gino Felino  |
| 1992 | Kapring på åbent hav  | Casey Ryback                 |
| 1994 | På farlig grund       | Forrest Taft                 |
| 1995 | Kapring i høj fart    | Casey Ryback                 |
| 1996 | Desperat valg         | Oberstløjtnant Austin Travis |
| 1996 | The Glimmer Man       | Løjtnant Jack Cole           |
| 1997 | Fire Down Below       | Jack Taggart                 |
| 1998 | The Patriot           | Dr. Wesley McClaren          |
| 2001 | Skudhuller            | Orin Boyd                    |
| 2001 | Ticker                | Frank Glass                  |
| 2002 | Half Past Dead        | Sasha Petrosevitch           |
| 2003 | The Foreigner         | Jonathan Cold                |
| 2003 | Out for a Kill        | Professor Robert Burns       |
| 2003 | Belly of the Beast    | Jake Hopper                  |
| 2004 | Out of Reach          | William Lansing              |
| 2004 | Clementine            | Jack Miller                  |
| 2005 | Into the Sun          | Travis Hunter                |
| 2005 | Submerged             | Chris Cody                   |
| 2005 | Today You Die         | Harlan Banks                 |
| 2005 | Black Dawn            | Jonathan Cold                |
| 2006 | Mercenary for Justice | John Seeger                  |
| 2006 | Shadow Man            | Jack Foster                  |
| 2006 | Attack Force          | Cmdr. Marshall Lawson        |
| 2007 | Flight of Fury        | John Sands                   |
| 2007 | Urban Justice         | Simon Ballister              |
| 2008 | Pistol Whipped        | Matt Conlin                  |
| 2008 | The Onion Movie       | Cock Puncher                 |
| 2008 | Kill Switch           | Jacob                        |
| 2009 | Against the Dark      | Tao                          |
| 2009 | Driven to Kill        | Ruslan                       |
| 2009 | The Keeper            | Roland Sallinger             |
| 2010 | A Dangerous Man       | Shane Daniels                |
| 2010 | Machete               | Torrez                       |
| 2010 | Born to Raise Hell    | Samuel Axel                  |